# 星降町にて
『星降町にて』（ほしふりまちにて）は、日本のヴィジュアル系ロックバンドであるメガマソが2007年6月6日にリリースした通算1枚目のシングルである。

## 解説
2006年12月結成から既にミニアルバム「涙猫」「櫂の目塔の属領」、フルアルバム「ゆきしたたりほし」、ライブDVD「Mega-star Tokyo」と立て続けにリリースしてきたメガマソの1stシングル。

## 収録曲
1. 星降町にて
  - 作詞・作曲：涼平
  - 「マンドレイクウサギコナグスリ」と同じく、彩冷える（アヤビエ）在籍時に発表したミニアルバム「鉄の島」の続編とも言える楽曲で、本人のブログにもそれを思わせる記述がある[1]。
2. sdot initial value
  - 作詞・作曲：涼平
  - 曲名は「エスドットイニシャルバリュー」と読む[2]。
3. サマンガンジン
  - 作詞・作曲：涼平
  - 曲名はフランスの詩人アルベール・サマンと、奈良時代の帰化僧である鑑真を指したもの[3]。
4. 芋虫の主
  - 作詞・作曲：涼平
  - この曲の歌詞を紹介した自身のブログのタイトルには「僕が書いてきた曲の中で一番力強い詩。そして人によっては涙を流すほどに悲しく、人によっては生きる力となる。」とある[4]。